# Seznam klubů v nejvyšších fotbalových soutěžích zemí UEFA

Modře jsou vyznačeny členské země UEFA.

Seznam klubů v nejvyšších fotbalových soutěžích zemí UEFA obsahuje všechny fotbalové kluby, hrající v nejvyšší soutěži země, která je součástí UEFA. Organizace UEFA je hlavním řídícím orgánem evropského fotbalu. Zahrnuje 55 členských asociací, z nichž každá je odpovědná za řízení fotbalu ve své zemi.
Členy jsou všechny suverénní státy ležící celým svým objemem v Evropě s výjimkou Monaka, Vatikánu a Spojeného království, které je rozděleno do čtyř samostatných fotbalových asociací: Anglie, Severní Irsko, Skotsko a Wales. Také osm zemí ležících částečně nebo zcela mimo Evropu je součástí organizace UEFA: Arménie, Ázerbájdžán, Gruzie, Izrael, Kazachstán, Kypr, Rusko a Turecko. Svoji vlastní asociaci mají také Faerské ostrovy, autonomní souostroví patřící Dánsku, Gibraltar, britské zámořské území a i přes nárokování od Srbska a neuznání od mnoha dalších členských států, Kosovo.
Každá členská země UEFA kromě Lichtenštejnska má svůj vlastní ligový systém. Kluby v každé nejvyšší soutěži hrají každoročně o titul mistra dané země. Kluby také soutěží v ligových a pohárových soutěžích o místa v evropských klubových soutěžích: Liga mistrů UEFA a Evropská liga UEFA. Z důvodu postupu a sestupu mezi ligami se seznam klubů v nejvyšších fotbalových soutěžích zemí UEFA každoročně mění s výjimkou San Marina, které pořádá pouze nejvyšší ligovou soutěž.